# Converge
För det amerikanska baptistsamfundet, se Converge (baptistsamfund).

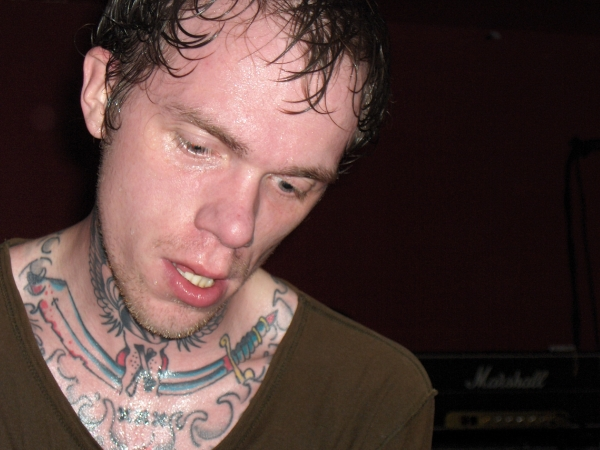
Jacob Bannon, sångare i Converge.

Converge är ett hardcoreband ifrån Salem, Massachusetts, USA. Det grundades vintern 1990–1991 och har släppt ett stort antal album, men fått mest uppmärksamhet genom de senare plattorna You Fail Me från 2004, samt No Heroes utgiven 2006. Båda dessa är utgivna av Epitaph.
Sommaren 2007 spelade bandet på Hultsfredsfestivalen.
Gruppens sångare Jacob Bannon driver också skivbolaget Deathwish Inc..

## Medlemmar
Nuvarande medlemmar
- Jacob Bannon – sång (1990– )
- Kurt Ballou – gitarr, basgitarr, sång keyboard, teremin (1990– )
- Nate Newton – basgitarr, sång (1999– )
- Ben Koller – trummor (1999– )

Tidigare medlemmar
- Damon Bellorado – trummor (1991–1999)
- Jeff Feinburg – gitarr, basgitarr (1991–1997)
- Aaron Dalbec – gitarr (1994–2001)
- Stephen Brodsky – basgitarr (1997–1998)
- John DiGiorgio – trummor (1999)

Bidragande musiker (studio)
- Erik Ralston – basgitarr (1993)

## Diskografi
Studioalbum
- Halo in a Haystack (1994)
- Petitioning the Empty Sky (1996)
- When Forever Comes Crashing (1998)
- Jane Doe (2001)
- You Fail Me (2004)
- No Heroes (2006)
- Axe to Fall (2009)
- All We Love We Leave Behind (2012)

Livealbum
- Minneapolis, MN 09.21.05 (2008)

EP
- Unloved and Weeded Out (1995)
- Petitioning the Empty Sky (1996)
- Y2K EP (1999)
- Pound for Pound: The Wolverine Blues Sessions (2013)
- Live at the BBC (2014)

Singlar
- "Downpour" / "Serial Killer" (1997)
- "On My Shield" (2010)

Samlingsalbum
- Caring and Killing (1995)
- Unloved and Weeded Out (2002)